# 6 ديسمبر
- السبت
- الأحد
- الاثنين
- الثلاثاء
- الأربعاء
- الخميس
- الجمعة

- 298 جمادى الآخرة 1447  هـ
- 309 جمادى الآخرة 1447  هـ
- 110 جمادى الآخرة 1447  هـ
- 211 جمادى الآخرة 1447  هـ
- 312 جمادى الآخرة 1447  هـ
- 413 جمادى الآخرة 1447  هـ
- 514 جمادى الآخرة 1447  هـ
- 615 جمادى الآخرة 1447  هـ
- 716 جمادى الآخرة 1447  هـ
- 817 جمادى الآخرة 1447  هـ
- 918 جمادى الآخرة 1447  هـ
- 1019 جمادى الآخرة 1447  هـ
- 1120 جمادى الآخرة 1447  هـ
- 1221 جمادى الآخرة 1447  هـ
- 1322 جمادى الآخرة 1447  هـ
- 1423 جمادى الآخرة 1447  هـ
- 1524 جمادى الآخرة 1447  هـ
- 1625 جمادى الآخرة 1447  هـ
- 1726 جمادى الآخرة 1447  هـ
- 1827 جمادى الآخرة 1447  هـ
- 1928 جمادى الآخرة 1447  هـ
- 2029 جمادى الآخرة 1447  هـ
- 211 رجب 1447  هـ
- 222 رجب 1447  هـ
- 233 رجب 1447  هـ
- 244 رجب 1447  هـ
- 255 رجب 1447  هـ
- 266 رجب 1447  هـ
- 277 رجب 1447  هـ
- 288 رجب 1447  هـ
- 299 رجب 1447  هـ
- 3010 رجب 1447  هـ
- 3111 رجب 1447  هـ
- 112 رجب 1447  هـ
- 213 رجب 1447  هـ

6 ديسمبر أو 6 كانون الأوَّل أو يوم 6\12 (اليوم السادس من الشهر الثاني عشر) هو اليوم الأربعين بعد الثلاثمائة (340) من السنة، أو الحادي والأربعين بعد الثلاثمائة (341) في السنوات الكبيسة، وفقًا للتقويم الميلادي الغربي (الغريغوري). يبقى بعده 25 يومًا على انتهاء السنة.

## أحداث
- 1240 - المغول يتمكنون من السيطرة على كييف.
- 1877 - صدور العدد الأول من «صحيفة واشنطن بوست» الأمريكية.
- 1884 - الإمام محمد عبده يصل إلى تونس ويلتقي بعلماء جامع الزيتونة في رحلة استغرقت أربعين يومًا.
- 1917 - إعلان استقلال فنلندا عن روسيا بعد الثورة البلشفية سنة 1917.
- 1941 - الاتحاد السوفييتي يبدأ هجومه المضاد ضد ألمانيا النازية في الحرب العالمية الثانية.
- 1956 - القوات الجنوب أفريقية تعتقل نيلسون مانديلا و156 من رفاقه بسبب نشاطاتهم السياسية المناهضة لنظام الفصل العنصري.
- 1965 - المغرب يقطع علاقاته الدبلوماسية مع سوريا احتجاجاً على موقف الصحافة الرسمية السورية التي اتهمت الحكومة المغربية بالمسؤولية عن اختطاف المعارض المغربي المهدي بن بركة في باريس.
- 1969 - المملكة العربية السعودية تنتصر في حرب الوديعة وتسيطر على شرورة والوديعة وتحتل المنفذ الجنوبي.
- 1971 -
  - الإمارات العربية المتحدة تنضم إلى جامعة الدول العربية.
  - باكستان تقطع علاقاتها الدبلوماسية مع الهند بسبب اعترافها باستقلال بنغلاديش.
- 1980 - افتتاح أول أكاديمية للطب العسكري في الشرق الأوسط وذلك في القاهرة.
- 1990 - الإعلان عن تأسيس حركة مجتمع السلم «حمس» في الجزائر بزعامة محفوظ نحناح.
- 1992 - صدام بين المتطرفين الهندوس والمسلمين في «أيوديا» بولاية أتر برديش الهندية بعدما حاول الهندوس هدم مسجد بابري لإقامة ضريح الإله الهندوسي راما.
- 2004 - اقتحام القنصلية الأمريكية في جدة بالمملكة العربية السعودية.
- 2005 - تحطم طائرة عسكرية إيرانية من نوع «C-130» فوق طهران، وأدى الحادث إلى مقتل 94 شخصًا.
- 2010 - حاكم إمارة رأس الخيمة الشيخ سعود بن صقر القاسمي يعين نجله الشيخ محمد بن سعود القاسمي وليًا للعهد في الإمارة.
- 2011 - أمير الكويت الشيخ صباح الأحمد الجابر الصباح يصدر مرسومًا بحل مجلس الأمة بعد أن ساءت العلاقة بين مجلسي الأمة والوزراء.
- 2015 - اغتيال مُحافظ عدن جعفر محمد سعد وعدد من مرافقيه عن طريق استهداف موكبه بسيارة مفخخة في عملية تبناها تنظيم الدولة (داعش).
- 2017 - الرئيس الأمريكي دونالد ترامب يعترف بالقدس عاصمة لإسرائيل.
- 2019 - مقتل 30 متظاهر عراقي وإصابة أكثر من 100 متظاهر في بغداد بالقرب من جسر السنك، وعُرفت هذه الحادثة باسم مجزرة السنك والخلاني.

## مواليد
- 846 - الحسن العسكري، الإمام الحادي عشر للشيعة الاثنا عشرية.
- 1285 - فرناندو الرابع، ملك قشتالة.
- 1421 - هنري السادس، ملك إنجلترا.
- 1478 - بالداساري كاستيليوني، دبلوماسي ومؤلف إيطالي.
- 1531 - فسبازيانو غونزاغا، نبيل دبلوماسي وكاتب إيطالي.
- 1778 - لويس جوزيف غي ـ لوساك، عالم كيمياء وفيزياء فرنسي.
- 1823 - ماكس مولر، مستشرق ألماني.
- 1898 - غونار ميردل، اقتصادي سويدي حاصل على جائزة نوبل في العلوم الاقتصادية عام 1974.
- 1904 - إيف كوري، كاتبة فرنسية.
- 1911 - عبد الهادي العصامي، كاتب وصحفي وشاعر عراقي.
- 1915 - عبد الغني النجدي، ممثل مصري.
- 1917 - كمال جنبلاط، مفكر وزعيم سياسي لبناني.
- 1919 - رزوق فرج رزوق، أستاذ جامعي وشاعر عراقي.
- 1920 - جورج بورتر، عالم كيمياء بريطاني حاصل على جائزة نوبل في الكيمياء عام 1967.
- 1931 - زكي موران، مغني تركي.
- 1933 - ييري تيتشي، لاعب كرة قدم تشيكي.
- 1939 - عبد الحسين عبد الرضا، ممثل كويتي.
- 1935 - هشام جعيط، كاتب ومؤرخ ومفكر تونسي.
- 1942 - بيتر هاندكه، كاتب نمساوي.
- 1950 - جو هيسايشي، ملحن ياباني.
- 1955 - توني وودكوك، لاعب كرة قدم إنجليزي.
- 1959 - ساتورو إواتا، المدير التنفيذي لشركة نينتندو.
- 1962 - جنين تيرنر، ممثلة أمريكية.
- 1964 - شريهان، ممثلة مصرية.
- 1966 - ليلى الشايب، إعلامية تونسية.
- 1970 - جيف روس، لاعب سباحة أمريكي.
- 1971 -
  - أمينة، مغنية وممثلة مصرية.
  - ريتشارد كرايتشك، لاعب كرة مضرب هولندي.
- 1976 - سماح، ممثلة سورية تعمل في الكويت.
- 1979 - تيم كيهيل، لاعب كرة قدم أسترالي.
- 1981 - فيديريكو بالزاريتي، لاعب كرة قدم إيطالي.
- 1982 - ألبيرتو كونتادور، دراج إسباني.
- 1984 - معتصم النهار، ممثل سوري.

## وفيات
- 346 - القديس نقولا، أسقف يوناني.
- 762 - محمد النفس الزكية، ثائر على الحكم العباسي.
- 1126 - ابن رشد الجد، فقيه مُسلم.
- 1185 - ألفونسو الأول، ملك البرتغال.
- 1859 - هرمان مارتن أسموس، إحاثي ألماني.
- 1889 - جيفيرسون ديفيس، الرئيس الوحيد للولايات الكونفدرالية الأمريكية.
- 1892 - إيرنست فيرنر فون سيمنز، مخترع ألماني.
- 1944 - محمد علي آزاد كابلي، شاعر وكاتب ودبلوماسي أفغاني.
- 1960 - هاشم الأتاسي، ثاني رئيس للجمهورية السورية.
- 1961 - فرانز فانون، طبيب نفسي وفيلسوف فرنسي.
- 1976 - جواو جولارت، رئيس البرازيل الرابع والعشرون.
- 1990 - تونكو عبد الرحمن، رئيس وزراء ماليزيا.
- 1991 - ريتشارد ستون، اقتصادي بريطاني حاصل على جائزة نوبل في العلوم الاقتصادية عام 1984.
- 1996 - عبد الحميد كشك، عالم مُسلم وداعية مصري.
- 1998 - سيزار بالداكيني، نحات فرنسي.
- 2004 - رايموند غويثالس، حارس مرمى ومدرب كرة قدم بلجيكي.
- 2005 - داني ويليامز، موسيقي ومغني جنوب أفريقي.
- 2008 - عايد عمرو، كاتب وأديب ومؤرخ فلسطيني.
- 2015 - جعفر محمد سعد، سياسي يمني.
- 2018 - طاهر السلمان، فقيه ومدرس وشاعر سعودي.
- 2020 -
  - علاء الدين كوكش، مخرج تلفزيوني سوري.
  - رجائي بصيلة، أكاديمي وشاعر وكاتب فلسطيني.
  - تاباري فازكيز، سياسي أورغواياني.
- 2021 - حسين سليمان أبو صالح، سياسي سوداني.

## أعياد ومناسبات
- اليوم الدولي لاستذكار أعمال العنف ضد النساء في كندا.
- عيد الاستقلال في فنلندا.
- يوم الدستور في إسبانيا.
- يوم الأخت الكبرى في اليابان.

## وصلات خارجية
- وكالة الأنباء القطريَّة: حدث في مثل هذا اليوم.
- أرشيف مصر: حدث في مثل هذا اليوم.
- BBC: حدث في مثل هذا اليوم.